# Montigny-Lencoup
Montigny-Lencoup és un municipi francès, situat al departament de Sena i Marne i a la regió de Illa de França. L'any 2007 tenia 1.255 habitants.
Forma part del cantó de Provins, del districte de Provins i de la Comunitat de comunes Bassée-Montois.

## Demografia

### Població
El 2007 la població de fet de Montigny-Lencoup era de 1.255 persones. Hi havia 455 famílies, de les quals 116 eren unipersonals (44 homes vivint sols i 72 dones vivint soles), 132 parelles sense fills, 183 parelles amb fills i 24 famílies monoparentals amb fills.
La població ha evolucionat segons el següent gràfic:
Habitants censats

### Habitatges
El 2007 hi havia 582 habitatges, 480 eren l'habitatge principal de la família, 50 eren segones residències i 52 estaven desocupats. 548 eren cases i 34 eren apartaments. Dels 480 habitatges principals, 416 estaven ocupats pels seus propietaris, 59 estaven llogats i ocupats pels llogaters i 5 estaven cedits a títol gratuït; 5 tenien una cambra, 26 en tenien dues, 67 en tenien tres, 118 en tenien quatre i 264 en tenien cinc o més. 388 habitatges disposaven pel capbaix d'una plaça de pàrquing. A 206 habitatges hi havia un automòbil i a 244 n'hi havia dos o més.

### Piràmide de població
La piràmide de població per edats i sexe el 2009 era:
| Homes | Edats   | Dones |
| ----- | ------- | ----- |
| 0     | 95 o +  | 0     |
| 0     | 90 a 94 | 4     |
| 0     | 85 a 89 | 12    |
| 4     | 80 a 84 | 4     |
| 20    | 75 a 79 | 20    |
| 24    | 70 a 74 | 32    |
| 20    | 65 a 69 | 40    |
| 28    | 60 a 64 | 24    |
| 32    | 55 a 59 | 12    |
| 40    | 50 a 54 | 48    |
| 60    | 45 a 49 | 40    |
| 32    | 40 a 44 | 60    |
| 48    | 35 a 39 | 36    |
| 48    | 30 a 34 | 64    |
| 32    | 25 a 29 | 36    |
| 20    | 20 a 24 | 20    |
| 56    | 15 a 19 | 60    |
| 56    | 10 a 14 | 44    |
| 40    | 5 a 9   | 32    |
| 28    | 0 a 4   | 40    |

## Economia
El 2007 la població en edat de treballar era de 812 persones, 584 eren actives i 228 eren inactives. De les 584 persones actives 545 estaven ocupades (294 homes i 251 dones) i 39 estaven aturades (16 homes i 23 dones). De les 228 persones inactives 71 estaven jubilades, 95 estaven estudiant i 62 estaven classificades com a «altres inactius».

### Ingressos
El 2009 a Montigny-Lencoup hi havia 496 unitats fiscals que integraven 1.293 persones, la mediana anual d'ingressos fiscals per persona era de 21.344 €.

### Activitats econòmiques
Dels 36 establiments que hi havia el 2007, 1 era d'una empresa alimentària, 3 d'empreses de fabricació d'altres productes industrials, 6 d'empreses de construcció, 4 d'empreses de comerç i reparació d'automòbils, 3 d'empreses de transport, 1 d'una empresa d'hostatgeria i restauració, 2 d'empreses immobiliàries, 5 d'empreses de serveis, 5 d'entitats de l'administració pública i 6 d'empreses classificades com a «altres activitats de serveis».
Dels 6 establiments de servei als particulars que hi havia el 2009, 1 era una oficina de correu, 1 taller de reparació d'automòbils i de material agrícola, 1 paleta, 1 guixaire pintor i 2 lampisteries.
Dels 2 establiments comercials que hi havia el 2009, 1 era una botiga de més de 120 m² i 1 una botiga de menys de 120 m².
L'any 2000 a Montigny-Lencoup hi havia 10 explotacions agrícoles que ocupaven un total de 973 hectàrees.

## Equipaments sanitaris i escolars
L'únic equipament sanitari que hi havia el 2009 era una farmàcia.
El 2009 hi havia 1 escola maternal i 1 escola elemental.

## Poblacions més properes
El següent diagrama mostra les poblacions més properes.